# Masa Fukuda
Masafumi "Masa" Fukuda (japanisch: 福田 真 史; * 1976 in Osaka, Japan) ist ein japanisch-amerikanischer Songwriter, Musiker und Dirigent. Er ist der Direktor und Gründer des One Voice Kinderchors.

## Leben
Er wurde in der Stadt Osaka in Japan im Jahr 1976 geboren und er komponierte im Alter von vier Jahren sein erstes Klavierlied. Mit acht Jahren trat er der Yamaha Music School bei.
Er machte einen Schüleraustausch in die USA, wo er in die Meridian School ging. Dort wurde ihm eine Universität empfohlen aufgrund seines Talentes. Er ging in die USA. Er war im US-Bundesstaat Utah, wo er in der Stadt Provo die Brigham Young University besuchte.
Während seiner Zeit an der Brigham Young University gewann er einen Wettbewerb für Komponisten aus der Region. Er durfte Soundtracks schreiben, die bei den Olympischen Winterspielen 2002 in Salt Lake City, Utah verkauft wurden. Er bat dafür 1621 Grundschüler, ihm bei der Erstellung der olympischen Gedenk-CD "Light Up the Land" zu helfen. Einige dieser Schüler traten als Olympischer Winterchor 2002 auf, und Fukuda meldete sich freiwillig, um diese zu leiten. Nach dem Ende der Olympischen Spiele wollten die Kinder weiterhin zusammen auftreten, und so gründete Fukuda den One Voice Children's Choir.
Der Chor erlangt im Internet große Aufmerksamkeit mit ihren Musikvideos. Sie gewannen auch den John Lennon International Music Award. Die Besetzung wird auch ausgetauscht, sodass es ein reiner Jugend- und Kinderchor bleibt.

## Privates
Fukuda war zweimal verheiratet. 2015 heiratete er Alyssa Fukuda, eine japanische Lehrerin in den USA. Er gehört zur Kirche Jesu Christi der Heiligen der Letzten Tage. Er lebt in Sandy, Utah.